# Pterinochilus cryptus
Pterinochilus cryptus là một loài nhện trong họ Theraphosidae.
Loài này thuộc chi Pterinochilus. Pterinochilus cryptus được miêu tả năm 2008 bởi Gallon.